# Tổng tuyển cử Vương quốc Liên hiệp Anh và Bắc Ireland 2019
Tổng tuyển cử Vương quốc Liên hiệp Anh và Bắc Ireland 2019 đang được tổ chức vào Thứ Năm ngày 12 tháng 12 năm 2019 theo quy định của Đạo luật Bầu cử Tổng thống Quốc hội sớm 2019, hai năm rưỡi sau cuộc tổng tuyển cử trước đó vào tháng 6 năm 2017.
Cuộc bầu cử sớm đã được kích hoạt sau một thời gian bế tắc của quốc hội về cách tiến hành Brexit, một vấn đề chi phối chiến dịch. Đảng Bảo thủ hứa sẽ "hoàn thành Brexit" với thỏa thuận Brexit của Thủ tướng Boris Johnson, trong khi Công đảng, do Jeremy Corbyn lãnh đạo, đã vận động một chương trình tăng chi tiêu công và quốc hữu hóa, cũng như một cuộc trưng cầu dân ý thứ hai về Brexit. Đảng Dân chủ Tự do dưới thời Jo Swinson hứa sẽ hủy bỏ Brexit, cũng như Đảng Dân tộc Scotland do Nicola Sturgeon lãnh đạo, cũng tập trung vào cuộc trưng cầu dân ý độc lập thứ hai của Scotland.
Cuộc thăm dò ý kiến của các đài truyền hình dự đoán phần lớn đảng Bảo thủ gồm 86 ghế - tăng 50 ghế, trong đó Lao động mất 71 ghế. 
Jeremy Corbyn tuyên bố rằng ông sẽ từ chức Lãnh đạo Đảng Lao động, sau "một thời gian suy ngẫm", để đáp lại những gì dường như là kết quả bầu cử Công đảng tồi tệ nhất kể từ năm 1935.

## Cước chú
1. ↑  Cho rằng các nghị sĩ Sinn Féin không chiếm ghế của họ và Người phát biểu và các đại biểu không bỏ phiếu, số lượng nghị sĩ cần cho đa số trên thực tế là thấp hơn một chút.[1] Sinn Féin giành được 7 ghế, nghĩa là đa số thực tế cần 322 nghị sĩ.
2. ↑  Hình này không bao gồm Chủ tịch Hạ viện Sir Lindsay Hoyle, người được một số hãng truyền thông đưa vào tổng số ghế của Đảng Lao động. Theo quy ước lâu đời, Chủ tịch cắt đứt mọi quan hệ với đảng liên kết của họ khi được bầu làm Chủ tịch.
3. ↑  Nicola Sturgeon là một nghị sĩ trong Quốc hội Scotland cho khu vực Glasgow Southside. Ian Blackford, nghị sĩ của Ross, Skye và Lochaber, là lãnh đạo SNP tại Westminster.
4. ↑  Bao gồm Neale Hanvey, người đã bị đình chỉ khỏi đảng vào thời điểm bầu cử của mình và do đó đã giữ ghế của mình với tư cách là một người độc lập.